# Jezioro Rajgrodzkie
Jezioro Rajgrodzkie – jezioro leżące na terenie Pojezierza Ełckiego. Jezioro leży w większości w powiecie grajewskim, w granicach miasta Rajgród natomiast dwie północne zatoki o nazwach w woj. podlaskim, Przepiórka oraz Jezioro Stackie leżą w gminie Kalinowo w powiecie ełckim w woj. warmińsko-mazurskim.

## Charakterystyka
Wody jeziora wykorzystywane są do nawadniania Kanału Kuwasy.
Jezioro to jest rozczłonkowane: północno-wschodnia odnoga jeziora to jezioro Przepiórka, zaś zachodnia Jezioro Stackie, południową jezioro Czarnowiejskie. Brzegi jeziora są wysokie, miejscami zalesione.
Z jeziora Rajgrodzkiego wypływa Jegrznia, dalej woda płynie Kanałem Kuwasy i spływają do torfowiska Czerwone Bagno. Poprzez połączenie wodne przez wiele rzeczek i kanałów, Jezioro Rajgrodzkie należy do wodnego szlaku wiodącego z Olecka do Augustowa.
Walory przyrodnicze na brzegach Jeziora, a zwłaszcza lasy sosnowe, stwarzają specyficzny mikroklimat. 
Na powierzchni Jeziora Rajgrodzkiego można spotkać wiele gatunków ptactwa wodnego. Zbiornik ma dogodne warunki do rozwoju żeglarstwa i wędkarstwa. Spośród ryb występuje tu: szczupak, okoń, miętus pospolity, ukleja, sieja, sielawa, płoć, leszcz, węgorz.

## Dane morfometryczne
Powierzchnia zwierciadła wody według różnych źródeł wynosi od 1499,0 ha do 1503,2 ha.
Zwierciadło wody położone jest na wysokości 118,4-118,6 m n.p.m. lub 117,5 m n.p.m. Średnia głębokość jeziora wynosi 9,4 m, natomiast głębokość maksymalna 52,0 m.
Na podstawie badań przeprowadzonych w 2002 roku wody jeziora zaliczono do III klasy czystości.

## Hydronimia
Według urzędowego spisu opracowanego przez Komisję Nazw Miejscowości i Obiektów Fizjograficznych (KNMiOF) nazwa tego jeziora to Jezioro Rajgrodzkie. Spis ten dodatkowo wyróżnia dwie części Jeziora Rajgrodzkiego o nazwach: Przepiórka oraz Jezioro Stackie. Część publikacji nazywa te jeziora Kompleksem Jezior Rajgordzkich wyróżniając trzy odrębne zbiorniki.